# 矢野東
矢野 東（やの あずま、1977年7月6日 - ）は、日本のプロゴルファー。群馬県出身。日本大学卒業。

## 経歴
モデルのようなルックスでゴルフ界のイケメンプレイヤーとして有名。
日本大学ゴルフ部出身。日本大学時代には、「関東アマ」「朝日杯全日本学生」「全日本学生王座決定戦」を制している。
大学卒業後に、プロ転向を表明を行い、2002年に初シードを獲得した。現在まで、日本男子プロツアー3勝。2012年頃から、椎間板ヘルニアなどなで苦しみ、14年に12年間守ったシードを手放す。さらに、17年に右ひじの悪化により手術し、特別保障制度の適用を受ける。18年「RIZAP KBCオーガスタ」で1年3カ月ぶりにツアー復帰した。

## 来歴
- 10歳からゴルフの英才教育を施される。
- 1998年 - 朝日杯全日本学生選手権優勝
- 1999年 - 文部大臣杯全日本学生王座決定戦優勝
- 2000年 - ツアープレーヤー転向、ダイドードリンコ静岡オープンでデビュー。
- 2001年 - チャレンジランキング3位
- 2002年 - 2001年の成績によりツアー初参戦。日本プロ選手権8位
- 2003年 - 賞金ランキング45位。初シードを獲得。
- 2004年 - アサヒ緑健よみうり・麻生飯塚メモリアルオープンで9位タイに入り、シードをキープ。
- 2005年 - アサヒ緑健よみうり・麻生飯塚メモリアルオープンでツアー初優勝。
- 2006年 - 日本オープンゴルフ選手権競技2位。

## エピソード
スイング・肉体改造に取り組んでいる。スイングは内藤雄士コーチに、身体的なトレーニングは山坂元一トレーナーに指導を受けた。
主な優勝歴
- 2005年 - アサヒ緑健よみうり・麻生飯塚メモリアルオープン
- 2008年 - ANAオープンブリヂストンオープン
- 2009年 - 京都・滋賀オープン
- 2010年 - 京都・滋賀オープン
- 2011年 - 京都・滋賀オープン